# Sitiwinangun
Sitiwinangun is een bestuurslaag in het regentschap Cirebon van de provincie West-Java, Indonesië. Sitiwinangun telt 3895 inwoners (volkstelling 2010).